# Willem Arondeus

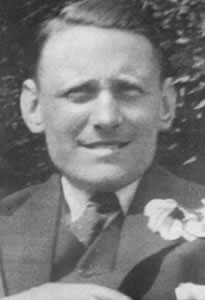
Willem Johan Cornelis Arondeus

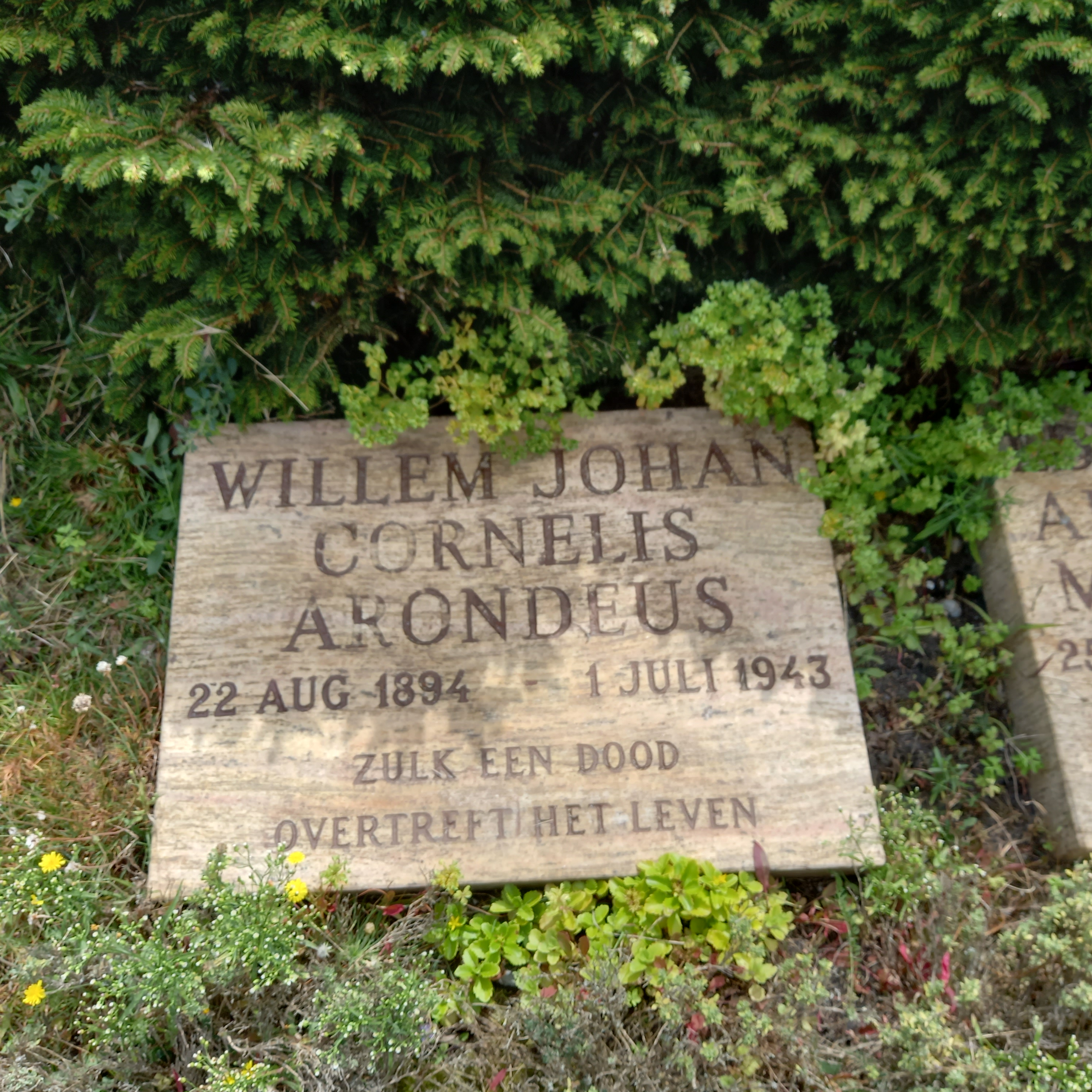
Das Grab von Willem Arondeus auf dem Ehrenfriedhof Bloemendaal

Willem Johan Cornelis Arondeus (* 22. August 1894 in Naarden; † 1. Juli 1943 in Haarlem, bekannt unter dem Namen Arondéus) war ein niederländischer Kunstmaler, Schriftsteller und Widerstandskämpfer gegen den Nationalsozialismus im Zweiten Weltkrieg. Er leitete den Brandanschlag auf das Zentrale Einwohnermeldeamt in Amsterdam vom 27. März 1943 und wurde dafür hingerichtet.

## Herkunft und Jugend
Willem Arondeus war der jüngste Sohn des Naardener Treibstoffhändlers Hendrik Cornelis Arondeus und seiner Frau Catharina Wilhelmina de Vries. Kurz nach seiner Geburt zog die Familie mit ihren sieben Kindern nach Amsterdam, um dort einen Kostümverleih für Schauspieler aufzubauen. Zwei seiner Brüder emigrierten später nach Kanada.
1907 wurde Willem Arondeus auf der Quellinusschool, der späteren Gerrit Rietveld Academie für Kunst und Design in Amsterdam, aufgenommen, wo er eine Ausbildung als Kunstmaler absolvierte. Als Arondeus 17 Jahre alt war, konfrontierte er seine Eltern mit seiner Homosexualität und verließ nach einem Streit das Elternhaus. Zu seinen Eltern sollte er zeitlebens keinen Kontakt mehr aufnehmen.
Er ließ sich in Rotterdam nieder, wo er zu schreiben und zu malen begann, aber große Schwierigkeiten hatte, etwas zu verkaufen. 1922 wurde er mit der Erstellung eines monumentalen Wandbildes für die Rotterdamer Stadthalle beauftragt, was ihm vorübergehend etwas finanzielle Freiheit verschaffte. Aber Folgeaufträge blieben zunächst aus. Erst 1926 und 1927 konnte er wieder je ein Bild verkaufen, und seine Werke wurden sogar kurz in der Presse erwähnt.
1928 wandte sich Arondeus von der Malerei ab und beschloss, sich nur noch dem Schreiben zu widmen. Auch hier blieben materielle Erfolge zunächst aus. 1932 zog er auf das Land in der Nähe von Apeldoorn, wo er Jan Tijssen, den Sohn eines Gemüsehändlers kennenlernte, mit dem er sieben Jahre zusammenlebte. Das Paar lebte in schwierigen finanziellen Verhältnissen. 1938 debütierte er mit dem Roman Het uilenhuis (Das Eulenhaus), der einen von der Druckerei Kosmos ausgeschriebenen Romanpreis gewann und von den Kritikern gut aufgenommen wurde, sich aber schlecht verkaufte. Sein kurz darauf erschienenes Folgewerk In de bloeiende Ramenas (Blühender Winter-Rettich) wurde ebenfalls nicht unfreundlich aufgenommen, entwickelte sich aber auch zu einem Ladenhüter.
Schon Jahre zuvor hatte Arondeus mit einer kunsthistorischen Biographie von Matthijs Maris begonnen, der 1870 an der Seite der Kommunarden auf den Barrikaden in Paris kämpfte und den er als Seelenverwandten betrachtete. Um gründliche Archivstudien machen zu können, zog er mit Jan zurück nach Amsterdam und arbeitet beinahe zwei Jahre an dem Buch, das schließlich erfolgreich verlegt wurde und mehrere Auflagen erfuhr, so dass sich seine finanzielle Situation spürbar verbesserte. Annie Romein-Verschoor, eine in den Niederlanden sehr bekannte zeitgenössische Historikerin, rückte Arondeus mit diesem Werk in eine Reihe mit den großen niederländischen Geschichtsschreibern Abraham Kuyper, Johan Huizinga und Pieter Wiedijk.
Gleichwohl sah sich Arondeus, der von seinen wenigen Freunden Tiky genannt wurde, stets als Außenseiter:

„Da war zunächst meine kleinbürgerliche Herkunft, die immer nur eines kannte: Geldverdienen! Zweitens meine Homosexualität, wegen der ich mich ein ganzes Leben lang hüten muss. Und drittens mein Künstlersein, wodurch ich egozentrisch geworden bin. Ich glaube, dass über die Jahre das Außenseitertum mein wahres Selbst geworden ist.“

1941 erschien sein letztes Buch Figuren en problemen der monumentale schilderkunst in Nederland (Figuren und Probleme der monumentalen Malerei in den Niederlanden), dem wiederum nur mäßiger Erfolg vergönnt war.

## Besatzung und Zweiter Weltkrieg
Nach der deutschen Besetzung der Niederlande im Mai 1940 begannen im Juli 1942 die Deportationen der Juden in die deutschen Vernichtungslager in Polen. Rund 25.000 der ursprünglich etwa 140.000 in den Niederlanden lebenden Juden gingen in die Illegalität und in Verstecke, wo sie von der im Widerstand aktiven niederländischen Bevölkerung versorgt werden.
Durch seine Kontakte mit dem Verleger Emanuel Querido hatte Arondeus Menschen mit politischem Engagement kennengelernt. Unmittelbar nach dem deutschen Einmarsch schloss er sich der Widerstandsgruppe von Künstlern um den Bildhauer Gerrit-Jan van der Veen an. Ab 1941 gab er eine kleine Widerstandszeitschrift – die Brandarisbrieven (Brandaris-Briefe) – heraus, die 1942 in der stärker verbreiteten Schrift De Vrije Kunstenaar (Der freie Künstler) aufging.
Einige Künstler der Widerstandsgruppe Persoonsbewijzencentrale widmeten sich schwerpunktmäßig der Gestaltung von gefälschten Identitätskarten für Verfolgte. Eine Gefahr bei diesen falschen Ausweisen bestand selbst bei perfekter Fälschung darin, dass im niederländischen Einwohnermeldeamt von jedem Ausweis ein Doppel existierte – mithin einer dortigen Überprüfung in keinem Fall standhalten konnte. So entstand in der Widerstandsgruppe der Plan, dieses Register zu überfallen und in Brand zu setzen, um möglichst viele Karteikarten zu vernichten.

## Anschlag
Der Anschlag auf das Einwohnermeldeamt Amsterdam (ndl.: Bevolkingsregister) fand am Samstagabend, 27. März 1943, statt. Koen Limperg, der Architekt des Gebäudes an der Plantage Kerklaan, in dem das Amt damals angesiedelt war, hatte den Widerstandskämpfern detaillierte Grundrisspläne zur Verfügung gestellt, und der Dichter Martinus Nijhoff zeichnete darauf die Stellen ein, wo die Bomben zu platzieren waren, um einen größtmöglichen Effekt zu erreichen. Hierbei konnte er auf seine Erfahrung als Pionieroffizier zurückgreifen. Der Hispanist Johan Brouwer besorgte dem bei dem Anschlag als Anführer auftretenden Arondeus einen Revolver.
„An dem bewussten Samstagabend verschaffte sich eine Gruppe von neun Männern in Polizeiuniformen Zugang zu dem Amt. Den Bewachern injizierte man ... ein Schlafmittel und legte sie ... in Träume. Leider fingen die Registerkarten in ihrer Kompaktheit nur schlecht Feuer, wodurch nur rund 15 Prozent unkenntlich verbrannten. Der Effekt des Anschlags indes war viel größer. Der Brand und die ausgedehnten Löscharbeiten der Feuerwehr hatten die Räume in ein Chaos verwandelt, was es den Mitarbeitern erleichterte, in größerem Umfang zu ‚schludern‘.“ (Aus einer Ansprache von Rienk Hoff anlässlich der Gedenkfeier 2007 zum Jahrestag des Brandanschlags auf das Amsterdamer Einwohneramt)
Die Gruppe wurde verraten; durch wen, wurde nie geklärt, es wird aber vermutet, dass Geschwätzigkeit unter den Gruppenmitgliedern der Grund war. Arondeus wurde am 1. April 1943 verhaftet und zusammen mit den anderen Attentätern von einem deutschen Standgericht in Amsterdam zum Tode verurteilt. Am 1. Juli 1943 wurde Arondeus zusammen mit 12 weiteren Widerstandskämpfern erschossen. Frieda Belinfante konnte untertauchen, indem sie sich als Mann verkleidete.
Arondeus vermachte seinen Nachlass von 300 Gulden seinem Freund Jan, der die NS-Zeit überlebte. Erst 1984 wurde ihm das Verzetsherdenkingskruis (Widerstandsgedenkkreuz) posthum verliehen.

## Rezeption

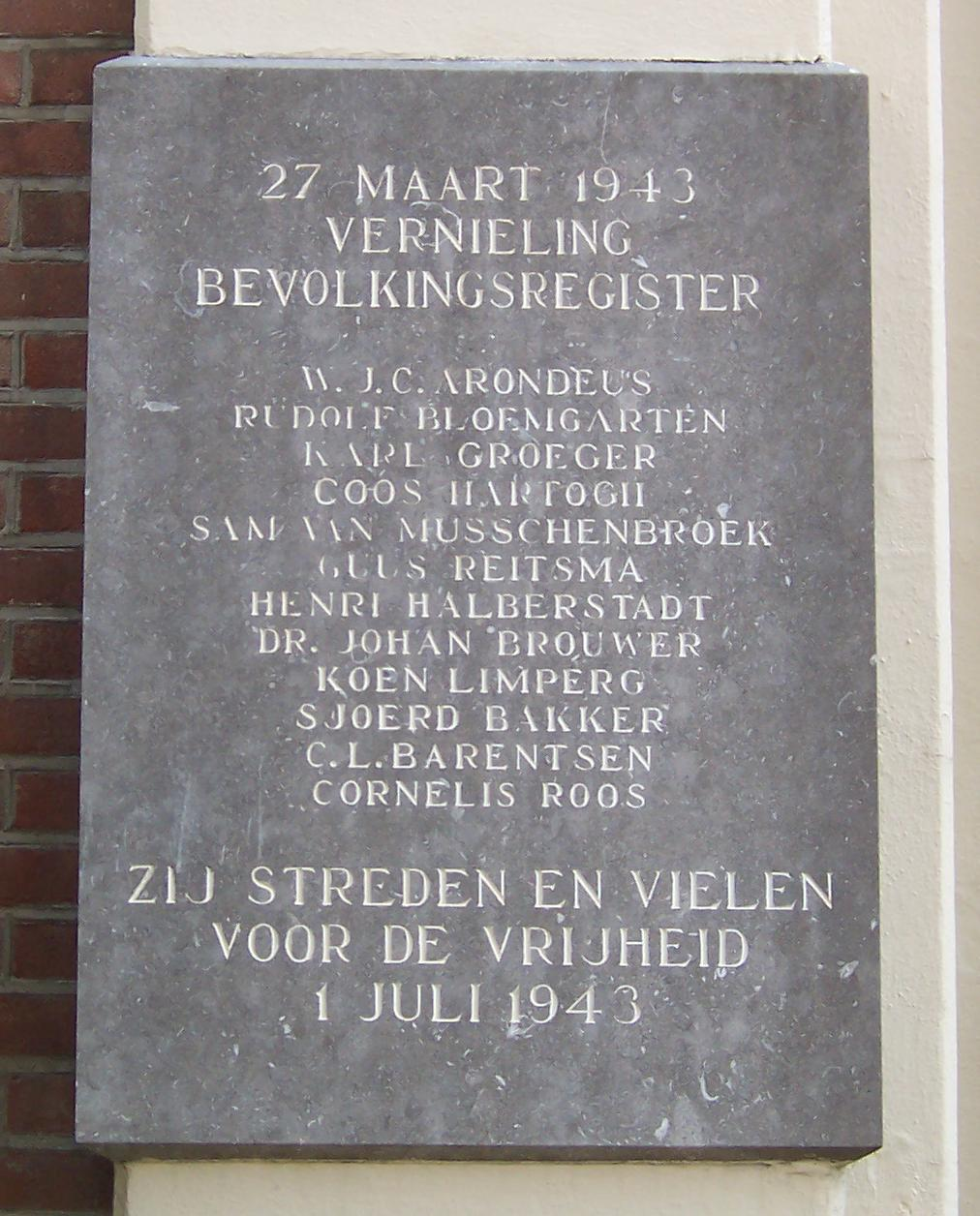
Plakette in Amsterdam

Zur Erinnerung an die Hinrichtung ist in Amsterdam am Gebäude des ehemaligen Amsterdamer Einwohnermeldeamtes in der Plantage Kerklaan 36 eine Plakette angebracht, auf der W.J.C. Arondéus, K. Groeger, Coos Hartogh, E.S.A. van Musschenbroek, A.C.J. Reitsma, Henri Halberstadt, Dr. Johan Brouwer, Koen Limperg, Sjoerd Bakker, C.L. Barentsen und Cornelis Roos namentlich genannt sind. Die Inschrift lautet: „Zij streden en vielen voor de vrijheid“ (Sie kämpften und fielen für die Freiheit).
Außerdem gibt es in Amsterdam eine Arondeusstraat und in Middelburg eine Willem Arondeusstraat. Nach dem Zweiten Weltkrieg entstand zu seinem Gedenken auch das Café Arondéus in Amsterdam, das es bis zum heutigen Tag gibt.
Seit Toni Bouwmans niederländischem Dokumentarfilm von 1990, der erstmals den „ganzen Arondeus“ zeigte, gab es mehrere Folgearbeiten, die seine Biografie ebenfalls nachzeichneten, ohne seine Homosexualität zu verschweigen. Sein Widerstand gegen die Nazis, den Arondeus mit dem Leben bezahlen musste, ist eines der wenigen Zeugnisse der Teilnahme homosexueller Männer am Kampf gegen den Faschismus und ihre Rolle in der Opposition.
Die israelische Holocaustgedenkstätte Yad Vashem verlieh Willem Arondeus 1986 die Auszeichnung Gerechter unter den Völkern.